# Tales from the Elvenpath
Tales from the Elvenpath is het eerste album met muzikale hoogtepunten van de Finse powermetalband Nightwish. Het compilatiealbum werd uitgebracht op 18 oktober 2004 door Drakkar Entertainment. Elvenpath is ook de naam van een lied van het eerste album van Nightwish, en hoewel het compilatiealbum daaraan zijn naam ontleent, komt het lied zelf niet op de opname voor, omdat het door een andere platenmaatschappij is opgenomen. De compilatie bevat nummers die eerder werden uitgebracht op de albums Oceanborn, Wishmaster, Century Child en de ep Over the Hills and Far Away of als B-kant van de bij deze uitgaves behorende singles.

## Tracklist
1. "Wishmaster"
2. "Sacrament of Wilderness"
3. "End of all Hope"
4. "Bless the Child"
5. "Sleeping Sun"
6. "She is My Sin"
7. "Walking in the Air"
8. "Stargazers"
9. "Over the Hills and Far Away"
10. "The Kinslayer"
11. "Dead Boy's Poem"
12. "Sleepwalker"
13. "Nightquest"
14. "Lagoon"
15. "The Wayfarer"